# Lijst van rijksmonumenten in Eperheide
De plaats Eperheide telt 10 inschrijvingen in het rijksmonumentenregister. Hieronder een overzicht.
| Object                                                                 | Oorspronkelijke functie? | Bouwjaar                         | Architect | Locatie              | Coördinaten?                  | Nr.?  | Afbeelding        |
| ---------------------------------------------------------------------- | ------------------------ | -------------------------------- | --------- | -------------------- | ----------------------------- | ----- | ----------------- |
| Vakwerkhuisje                                                          | Boerderij                | 1755                             |           | Julianastraat bij 27 | 50° 46' 21" NB, 5° 53' 42" OL | 39146 | Meer afbeeldingen |
| Vakwerkhuis met eindgevel en plint van breuksteen                      | Boerderij                | 18e eeuw                         |           | Beatrixweg 8         | 50° 46' 25" NB, 5° 53' 35" OL | 39156 | Meer afbeeldingen |
| Haakvormig vakwerkpand met eindgevel en plint van breuksteen           | Woonhuis                 | 18e eeuw                         |           | Beatrixweg 10        | 50° 46' 26" NB, 5° 53' 34" OL | 39157 | Meer afbeeldingen |
| Langgerekt vakwerkpand                                                 | Woonhuis                 | 18e eeuw                         |           | Beatrixweg 12        | 50° 46' 26" NB, 5° 53' 33" OL | 39158 | Meer afbeeldingen |
| Spring Cottage                                                         | Boerderij                | 1676                             |           | Julianastraat 35A    | 50° 46' 21" NB, 5° 53' 36" OL | 39159 | Meer afbeeldingen |
| Vakwerkpand                                                            | Boerderij                | 18e eeuw - eerste helft 19e eeuw |           | Julianastraat 39     | 50° 46' 21" NB, 5° 53' 36" OL | 39160 | Meer afbeeldingen |
| Haakvormig vakwerkpand                                                 | Woonhuis                 | 18e eeuw                         |           | Julianastraat 41A    | 50° 46' 21" NB, 5° 53' 26" OL | 39161 | Meer afbeeldingen |
| Vakwerkhuisje                                                          | Woonhuis                 | 19e eeuw                         |           | Julianastraat 41     | 50° 46' 20" NB, 5° 53' 27" OL | 39162 | Meer afbeeldingen |
| Langgerekt vakwerkhuis met geschoord dakoverstek en bakstenen topgevel | Woonhuis                 | 19e eeuw                         |           | Julianastraat bij 40 | 50° 46' 22" NB, 5° 53' 39" OL | 39163 | Meer afbeeldingen |
| Vakwerkhuis                                                            | Boerderij                | eerste helft 19e eeuw            |           | Julianastraat 50     | 50° 46' 22" NB, 5° 53' 28" OL | 39164 | Meer afbeeldingen |